# Fotboll Club Rosengård
O Fotboll Club Rosengård, vulgarmente conhecido como FC Rosengård ( PRONÚNCIA), é um clube de futebol sediado no bairro de Rosengård na cidade de Malmö, no sul da Suécia.

Tem o seu nome atual desde 2008.                                                                                                                       
Dispõe de equipas femininas e masculinas –  Feminina A, Masculina 1917, Feminina 1917, Masculina de Futsal, Feminina de Futsal e Equipas Infantis e Juvenis.
Os jogos em casa da equipa masculina são disputados no estádio Rosengårds IP e os da equipa feminina no estádio Malmö IP com capacidade para 7 600 pessoas.

A cor do seu equipamento é o azul escuro, tanto da camisola (br: camiseta) como do calção. 

## História
O clube atual tem as suas raízes no antigo Malmö boll- och idrottsförening (MBI), fundado em 1917.
Mais tarde, em 2001, foi fundido com o Turk Anadolu FF (fundado em 1972)  surgindo assim o Malmö Anadolu BI (MABI), que por sua vez adotou o nome FC Rosengård em 2008.
A equipa feminina do clube tem a sua origem na secção feminina do clube Malmö FF, formada em 1970, a qual foi transferida em 2007 para o LdB FC Malmö, que em 2013 foi fundida com o FC Rosengård, adotando este mesmo nome.

## Títulos
Atualizado a 18 de setembro de 2023
O FC Rosengård conquistou vários títulos durante a sua história desportiva:

- Campeonato Sueco de Futebol Feminino (Damallsvenskan) : 13

(1986, 1990, 1991, 1993, 1994, 2010, 2011, 2013, 2014, 2015, 2019, 2021, 2022).
- Copa da Suécia de Futebol Feminino (Svenska Cupen ) : 6

(1990, 1997, 2016, 2017, 2018 och 2022).
- Supercopa da Suécia de Futebol Feminino (Svenska Supercupen för damer) : 4

(2011, 2012, 2015, 2016).

## Jogadores destacados
- Zlatan Ibrahimović (1987-1991)
- Marta (2014-2017)